# Franz Dittrich (patolog)
Franz Dittrich (ur. 16 października 1815 w Nixdorf, zm. 29 sierpnia 1859 w Erlangen) – niemiecki patolog.

## Historia
Studiował na Uniwersytecie Karola w Pradze pod kierunkiem austriackiego anatoma Josefa Hyrtla. Pod jego opieką uzyskał tytuł doktora w 1841 roku. Kontynuował studia w Wiedniu i ponownie w Pradze, gdzie otrzymał posadę asystenta u Rudolfa Jakscha i Franza Kiwischa. Został prosektorem, a w 1848 roku profesorem patomorfologii. W 1850 roku otrzymał stanowisko w poliklinice w Erlangen. Od 1856 roku jego stan zdrowia pogorszył się, zmarł w 1859 roku w Erlangen. Od 1845 roku Dittrich publikował w praskim periodyku Vierteljahrsschrift für praktische Heilkunde. 